# Dolicheremaeus luxtoni
Dolicheremaeus luxtoni är en kvalsterart som beskrevs av Sandór Mahunka 2000. Dolicheremaeus luxtoni ingår i släktet Dolicheremaeus och familjen Tetracondylidae. Inga underarter finns listade i Catalogue of Life.